# Threshold (serial telewizyjny)
Threshold – strategia przetrwania – amerykański serial telewizyjny z gatunku science fiction, emitowany w USA jesienią 2005 roku na kanale CBS (w Polsce wiosną 2006 roku na Polsacie). Powstał tylko jeden sezon Threshold (13 odcinków).

## Fabuła
Serial opowiada historię tajnego rządowego zespołu pracującego w ramach programu pod kryptonimem "Threshold", powstałego na wypadek pierwszego kontaktu z istotami pozaziemskimi. Zespół, pod kierownictwem doktor Molly Caffrey (Carla Gugino), zostaje powołany do istnienia, gdy amerykański okręt zostaje poddany działaniu sygnału dźwiękowego pochodzącego z pozaziemskiego obiektu.